# Amalrico II di Tiro
Amalrico II di Lusignano (1272 – Nicosia, 5 giugno 1310), signore di Tiro, fu reggente e usurpatore della corona di Cipro dal 1306 al 1310, dopo aver deposto il fratello maggiore Enrico II.

## Biografia

### Giovinezza

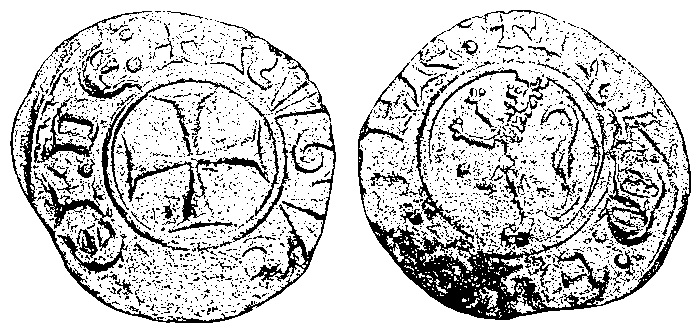
Denaro di Ugo III di Cipro che, al rovescio, presenta un leone. L'iscrizione afferma: HUGUE REI DE IRLM E D CHPR (Ugo, re di Gerusalemme e Cipro)

Secondo Les familles d'outre-mer, Amalrico era il figlio maschio quartogenito del re di Cipro (Ugo III) e di Gerusalemme (Ugo I), Ugo di Poitiers e della moglie, Isabella d'Ibelin, che sempre secondo Les familles d'outre-mer, era figlia di Guido d'Ibelin, maresciallo e connestabile del Regno di Cipro, e della moglie, Filippa Barlais, figlia di Amalrico Barlais e della moglie, Agnese di Margat, figlia di Bertrando, signore di Margat.
Ugo III di Cipro era figlio di Enrico d'Antiochia, fratello del Principe d'Antiochia e Conte di Tripoli Boemondo V d'Antiochia, figlio del Principe d'Antiochia e Conte di Tripoli Boemondo IV d'Antiochia e della moglie, Plaisance di Gibelletto, come ci conferma il Recueil des historiens des croisades. Historiens occidentaux. Tome second e della moglie, Isabella di Lusignano, che, sia secondo Les familles d'outre-mer, che il Recueil des historiens des croisades. Historiens occidentaux. Tome second, era la figlia secondogenita del secondo re di Cipro della dinastia dei Lusignano, Ugo I e di Alice di Champagne, che, ancora secondo il Recueil des historiens des croisades. Historiens occidentaux. Tome second, era la figlia secondogenita della regina di Gerusalemme, Isabella di Gerusalemme e del suo terzo marito, il conte di Champagne, Enrico II, che, secondo la Chronica Albrici Monachi Trium Fontium, Enrico era il figlio maschio primogenito del Conte di Champagne (conte di Troyes e conte di Meaux) e di Brie, Enrico I il Liberale e di Maria di Francia, che, sia secondo il cronista e monaco benedettino inglese, Matteo di Parigi, che secondo la Chronica Albrici Monachi Trium Fontium, Maria era la figlia primogenita di Luigi VII, detto il Giovane, re di Francia, e della duchessa d'Aquitania e Guascogna e contessa di Poitiers, Eleonora d'Aquitania, che, ancora secondo la Chronica Albrici Monachi Trium Fontium, era la figlia primogenita del duca di Aquitania, duca di Guascogna e conte di Poitiers, Guglielmo X il Tolosano e della sua prima moglie, Aénor di Châtellerault († dopo il 1130), figlia del visconte Americo I di Châtellerault e della Maubergeon, che al momento della sua nascita era l'amante di suo nonno Guglielmo IX il Trovatore.
Nel mese di marzo del 1284, suo padre, Ugo morì, e, secondo la Chroniques d'Amadi et de Strambaldi. T. 1, il corpo di suo padre, Ugo, assieme a quello di suo fratello secondogenito, Boemondo, fu trasferito a Nicosia, dove fu sepolto nella chiesa di Santa Sofia.
Suo fratello primogenito, Giovanni succedette al padre, nei suoi titoli, e, in quello stesso mese di marzo, fu incoronato re di Cipro, come Giovanni I.
Giovanni I morì dopo circa un anno di regno, il 20 maggio 1285; in entrambi i titoli, gli succedette il fratello terzogenito, Enrico, che fu incoronato re di Cipro come Enrico II.
Ancora secondo Les familles d'outre-mer, è molto probabile che Giovanni fu avvelenato in una congiura guidata proprio dal suo successore Enrico e dagli altri fratelli.
Secondo la Chroniques d'Amadi et de Strambaldi. T. 1, quando il conte di Tripoli e principe titolare d'Antiochia, Boemondo VII d'Antiochia, morì nel 1287, senza discendenza, gli succedette la sorella, Lucia, che , nel 1288, arrivò a Tripoli da Auxerre per prendere il controllo della Contea, che era stata messa sotto attacco dal sultano mamelucco Saīf al-Dīn Qalawūn al-'Ālfī al-Manṣūr; Lucia ricevette l'aiuto del re di Cipro e di Gerusalemme, Enrico II, che, dopo qualche mese, a settembre di quello stesso anno, rientrò a Cipro, lasciando suo fratello, Amalrico (una compagnia di cavalieri e 4 galee), a continuare la difesa della città.
Qalawun assediò Tripoli per un mese nel 1289 e la conquistò il 29 aprile. Dopo la caduta della città, Amalrico insieme a Lucia si rifugiò a San Giovanni d'Acri dove dal fratello, re Enrico II fu nominato Conestabile del Regno di Gerusalemme, come conferma la Chronique de l'Île de Chypre.

### Signore di Tiro

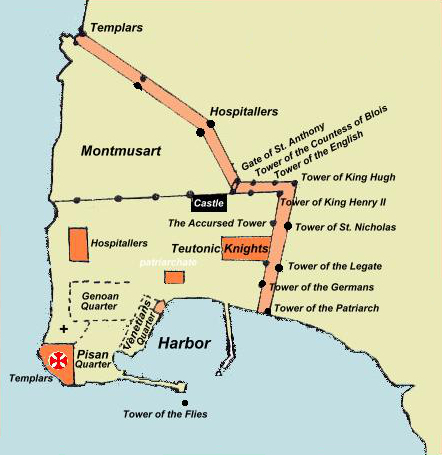
Mappa di San Giovanni d'Acri nel 1291

Sia la Chronique de l'Île de Chypre che la Chroniques d'Amadi et de Strambaldi. T. 1, confermano che durante la difesa di Tripoli, Amalrico, nel 1288, era già stato nominato signore di Tiro.
Amalrico fu presente all'Assedio di San Giovanni d'Acri diresse la guarnigione di una delle torri difensive e, alla caduta della città, fuggì insieme al fratello a Cipro. L'assedio e la caduta della città si trovano sia nelle pagine de la Chroniques d'Amadi et de Strambaldi. T. 1, che nella Chronique de l'Île de Chypre.

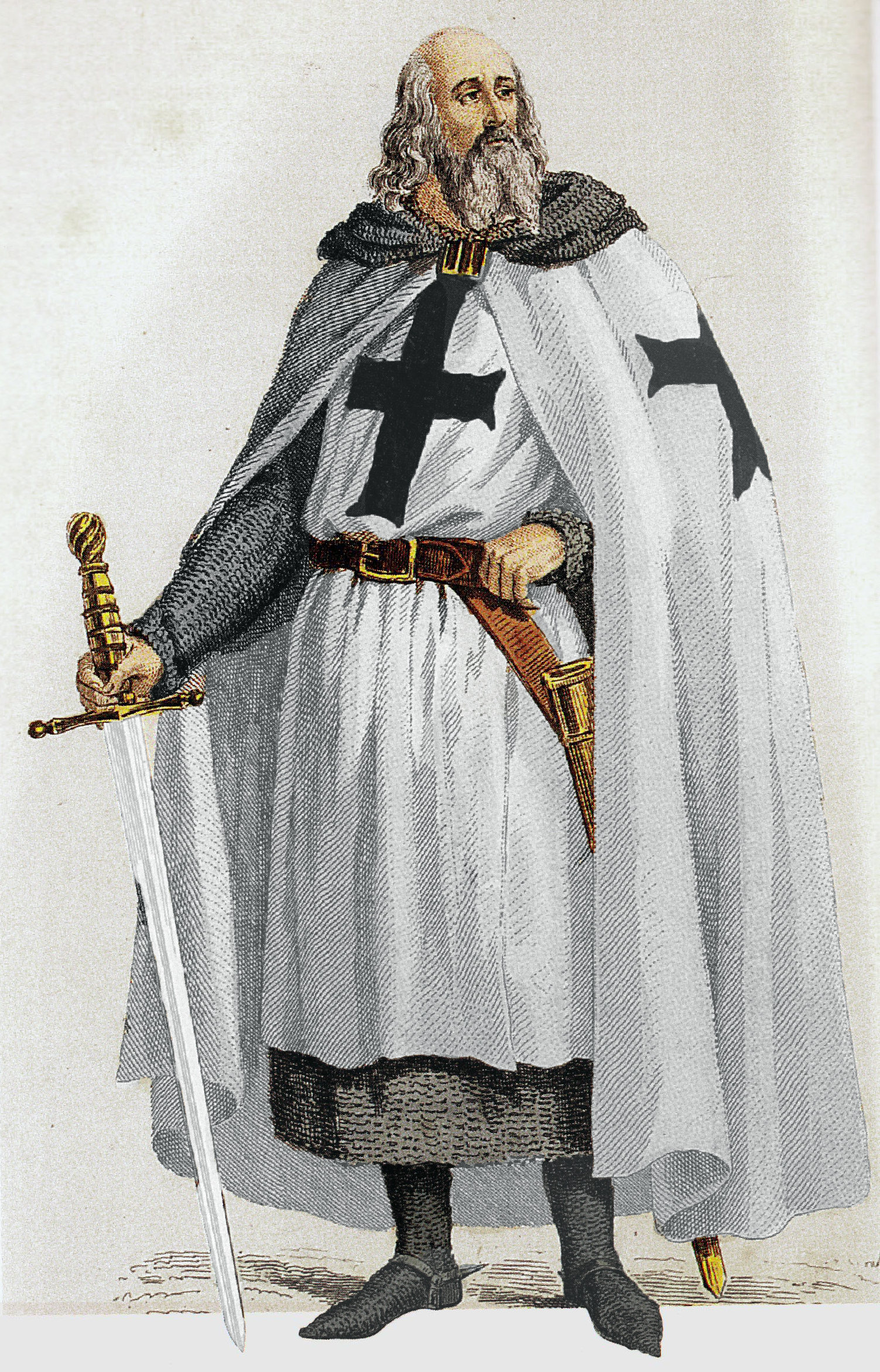
Jacques de Molay in una cromolitografia ottocentesca di Chevauchet

Nel 1291, si distinse, infatti, nella conquista dell'isola di Ruad, al largo di Tortosa anche, se, sebbene ricevesse gli elogi di Jacques de Molay la spedizione fu un fallimento e nel 1300 i Mamelucchi poterono riconquistare i territori perduti.
Dopo la caduta di San Giovanni D'Acri, tra il 1298 ed il 1300 vi fu l'attacco di Ghazan Khan, sovrano dell'Ilkhanato mongolo (nel moderno Iran) contro i Mamelucchi d'Egitto, che portò ad una effimera alleanza con il regno di Cipro, con la partecipazione anche di Amalrico, ed un intervento dei Crociati in Palestina, che si concluse con il ritorno a Cipro, dopo la ritirata dei mongoli.

### Matrimonio

Stemma del casato degli Ibelin

Secondo Wipertus Hugo Rüdt de Collenberg, storico Franco-Ungaro-Tedesco, nel suo Familles de l'Orient latin, XIIe-XIVe siècles (non consultato), nel 1291, vi fu una trattativa di matrimonio tra Amalrico e Eschiva di Ibelin, per il quale era stata necessaria una dispensa papale di Papa Niccolò IV, datata 23 gennaio 1291.
In quello stesso anno, poi, secondo Les familles d'outre-mer, Eschiva sposò suo fratello minore, Guido.
Nel 1293 Amalrico sposò a Nicosia Isabella d'Armenia, sorella del re della Piccola Armenia, Aitone II, come ci viene confermato dal King Hetum II's Chronicle; anche la Chroniques d'Amadi et de Strambaldi. T. 1 conferma il matrimonio con Isabella, sorella del futuro re Oscin d'Armenia, apparteneva alla famiglia degli Hetumidi, ed era figlia di Leone III e Keran di Lampron.

### Deposizione di Enrico II

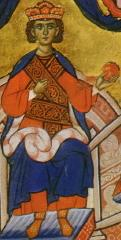
Enrico II di Cipro

Agli inizi del XIV secolo il governo di Enrico II, debole e malato, divenne sempre più impopolare finché, il 26 aprile del 1306, Amalrico, con l'appoggio dei Templari e di alcuni dei baroni, depose il fratello e lo confinò a Strovolos. Non è chiaro se assunse formalmente la corona o se fosse incoronato, tuttavia, governò come Rettore o Reggente di Cipro e Gerusalemme, per circa quattro anni accolto, almeno inizialmente, dal favore popolare; la congiura e la successiva presa del potere di Amalrico II è descritta dalla Chroniques d'Amadi et de Strambaldi. T. 1.
Tra i suoi atti si ricordano l'instaurazione di rapporti pacifici con Venezia, Genova, gli Ospedalieri oltre che l'esproprio dei beni dei Templari. Infatti, Amalrico, sebbene fosse giunto al governo grazie all'appoggio del Tempio, fu costretto ad obbedire alla bolla papale, iniziando, sia pure in ritardo, ad arrestarne i membri.
Nel gennaio del 1308, in contrasto con i provvedimenti del reggente, i Templari si ribellarono a favore di Enrico II ma la rivolta fu prontamente repressa. In seguito a ciò, Amalrico impose l'esilio di numerosi baroni, inclusi Rupen di Montfort, Giovanni di Dampierre, e vari membri degli Ibelin, esiliati in Armenia, nell'aprile del medesimo anno, ed; infine, nel febbraio del 1310, Amalrico inviò il fratello in esilio in Armenia, come misura precauzionale; questi avvenimenti sono narrati dalla Chroniques d'Amadi et de Strambaldi. T. 1. Gli avvenimenti tra il 1306 ed il 1310 sono narrati anche nella Chronique de l'Île de Chypre.

### Morte
Pochi mesi dopo l'esilio di Enrico II, il 5 giugno del 1310, Amalrico fu assassinato a Nicosia da Simone di Montolif.
Dopo la morte di Amalrico II, vi furono circa due mesi di trattative, tra i partigiani di Enrico e coloro che erano rimasti fedeli alla vedova di suo fratello, Isabella d'Armenia e Tiro, con l'intervento della regina madre, Isabella d'Ibelin; nel mese di agosto, la vedova del fratello coi suoi figli si recarono in Cilicia, chiesero perdono e restituirono la corona ed i sigilli reali ad Enrico II, che rientrò nel suo regno, arrivando il 27 agosto a Famagosta, dove fu accolto trionfalmente dalla popolazione, e a Nicosia il 10 settembre. Questi successivi avvenimenti sono narrati anche nella Chronique de l'Île de Chypre.
Dopo la morte del marito Zabel i suoi figli rimasero in Cilicia. Solo Agnese morì di morte naturale; Zabel e tutti i suoi figli maschi furono uccisi in varie occasioni.

## Discendenza
Amalrico e Isabella d'Armenia ebbero sei figli:
- Ugo[38] († tra il 1318 ed il 9 aprile 1323 in prigione in Cilicia[39]), Signore di Crusoche prima del 1310; prima nel 1310 sposò Eschive d'Ibelin (morta post marzo 1324), vedova di Gautier de Dampierre-sur-Salon, Signora di St. Nicholas e figlia del Connestabile di Cipro, Filippo d'Ibelin (m. 1304/1305) e di Simone de Montfaucon o von Mömpelgard, che Filippo aveva sposato nel 1253; Ugo e Eschive non ebbero figli.
- Enrico[38] († prima del 9 aprile 1323, in prigione in Cilicia[39]), non sposato e senza figli.
- Guido[38] (assassinato in Cilicia 17 aprile 1344[40]), re della Piccola Armenia[38] col nome di Costantino IV d'Armenia
- Giovanni[38] († il 17 agosto 1344 a Sis, in Cilicia[41]), per qualche tempo connestabile e reggente del Regno armeno di Cilicia[38] ; sposò prima del 1340 Sultana di Georgia (post 1343), figlia di Giorgio V re di Georgia[42] dal 1318 al 1346 (morto nel 1346); ebbe due figli, uno dei quali illegittimo:

- Boemondo di Lusignano (morto a Venezia nel 1364), pretendente al trono della Piccola Armenia nel 1363, forse Patriarca del Cairo;
- Leone VI d'Armenia (illegittimo).

- Boemondo[38] (assassinato il 17 aprile 1344 in Cilicia[40]), Conte di Corcyus e Signore di Corico[42](1336), sposò nel 1340 Eufemia di Neghir (1325 – post 1381 a Gerusalemme), figlia di Baldovino di Neghir, Maresciallo d'Armenia (o Baldovino, Maresciallo di Neghir); Boemondo ebbe solo un figlio illegittimo fuori dal matrimonio:

- Bartolomeo di Lusignano co-reggente d'Armenia (morto post 1373), non sposato e senza figli.

- Agnese (Annota/Maria) († dopo il 1309), sposò nel 1305 circa, o tra 1305 e 1306, suo cugino Leone IV (1287 – assassinato nel 1307), non ebbero figli; di questo matrimonio non vi è conferma in nessuna fonte primaria; viene citata nel 1309, come Agnese[43] o come Annota[44].

## Ascendenza
|                       |                    |                              | Genitori                 |  |  | Nonni |  |  | Bisnonni                |  |  | Trisnonni                |  |
|                       |                    |                              |                          |  |  |       |  |  | Boemondo IV d'Antiochia |  |  | Boemondo III d'Antiochia |  |
|                       |                    |                              |                          |  |  |       |  |  | Boemondo IV d'Antiochia |  |  | Boemondo III d'Antiochia |  |
|                       |                    | Orgueilleuse d'Harenc        |                          |  |  |       |  |  | Boemondo IV d'Antiochia |  |  |                          |  |
| Enrico d'Antiochia    |                    |                              |                          |  |  |       |  |  | Boemondo IV d'Antiochia |  |  |                          |  |
|                       |                    | Piacenza Embriaco de Gibelet | Ugo III Embriaco         |  |  |       |  |  |                         |  |  |                          |  |
|                       |                    | Piacenza Embriaco de Gibelet | Ugo III Embriaco         |  |  |       |  |  |                         |  |  |                          |  |
|                       |                    | Piacenza Embriaco de Gibelet | Stefania di Milly        |  |  |       |  |  |                         |  |  |                          |  |
| Ugo III di Cipro      |                    | Piacenza Embriaco de Gibelet |                          |  |  |       |  |  |                         |  |  |                          |  |
|                       |                    | Ugo I di Cipro               | Amalrico II di Lusignano |  |  |       |  |  |                         |  |  |                          |  |
|                       |                    | Ugo I di Cipro               | Amalrico II di Lusignano |  |  |       |  |  |                         |  |  |                          |  |
|                       |                    | Ugo I di Cipro               | Eschiva di Ibelin        |  |  |       |  |  |                         |  |  |                          |  |
| Isabella di Lusignano |                    | Ugo I di Cipro               |                          |  |  |       |  |  |                         |  |  |                          |  |
|                       |                    | Alice di Champagne           | Enrico II di Champagne   |  |  |       |  |  |                         |  |  |                          |  |
|                       |                    | Alice di Champagne           | Enrico II di Champagne   |  |  |       |  |  |                         |  |  |                          |  |
|                       |                    | Alice di Champagne           | Isabella di Gerusalemme  |  |  |       |  |  |                         |  |  |                          |  |
| Amalrico II di Tiro   |                    | Alice di Champagne           |                          |  |  |       |  |  |                         |  |  |                          |  |
|                       | Giovanni di Ibelin | Baliano di Ibelin            |                          |  |  |       |  |  |                         |  |  |                          |  |
|                       | Giovanni di Ibelin | Baliano di Ibelin            |                          |  |  |       |  |  |                         |  |  |                          |  |
|                       | Giovanni di Ibelin | Maria Comnena                |                          |  |  |       |  |  |                         |  |  |                          |  |
| Guido d'Ibelin        | Giovanni di Ibelin |                              |                          |  |  |       |  |  |                         |  |  |                          |  |
|                       |                    | Melisenda d'Arsur            | Guido d'Arsur            |  |  |       |  |  |                         |  |  |                          |  |
|                       |                    | Melisenda d'Arsur            | Guido d'Arsur            |  |  |       |  |  |                         |  |  |                          |  |
|                       |                    | Melisenda d'Arsur            | …                        |  |  |       |  |  |                         |  |  |                          |  |
| Isabella d'Ibelin     |                    | Melisenda d'Arsur            |                          |  |  |       |  |  |                         |  |  |                          |  |
|                       |                    | Amalrico Barlais             | …                        |  |  |       |  |  |                         |  |  |                          |  |
|                       |                    | Amalrico Barlais             | …                        |  |  |       |  |  |                         |  |  |                          |  |
|                       |                    | Amalrico Barlais             | …                        |  |  |       |  |  |                         |  |  |                          |  |
| Filippa Barlais       |                    | Amalrico Barlais             |                          |  |  |       |  |  |                         |  |  |                          |  |
|                       |                    | Agnese di Margat             | Bertrando di Margat      |  |  |       |  |  |                         |  |  |                          |  |
|                       |                    | Agnese di Margat             | Bertrando di Margat      |  |  |       |  |  |                         |  |  |                          |  |
|                       |                    | Agnese di Margat             | Bermonda Brisebarre      |  |  |       |  |  |                         |  |  |                          |  |
|                       |                    | Agnese di Margat             |                          |  |  |       |  |  |                         |  |  |                          |  |

### Fonti primarie
- (LA)  Monumenta Germaniae Historica, Scriptores, tomus XXIII.
- (LA)  Histoire de l'île de Chypre sous le règne des princes de la maison de Lusignan, volume 2.
- (LA)  Matthæi Parisiensis, monachi Sancti Albani, Chronica majora, vol II.
- (FR)  Recueil des historiens des croisades. Historiens occidentaux. Tome second.
- (IT)  Chroniques d'Amadi et de Strambaldi. T. 1.
- (IT)  Chronique de l'Île de Chypre.
- (EN)  King Hetum II's Chronicle.

### Letteratura storiografica
- (FR)  Les familles d'outre-mer.
- Peter W. Edbury, The Kingdom of Cyprus and the Crusades, Cambridge University Press, 1991, ISBN 0-521-45837-4.